# Mondes rebelles

Le Dictionnaire des mondes rebelles (Mondes rebelles - guerres civiles et violences politiques; L'Encyclopédie des conflits) est une encyclopédie des divers mouvements de lutte armée, des guérillas séparatistes et autres mouvements indépendantistes.

## Publications
Publiée aux éditions Michalon, la première édition est parue en 1996, la seconde édition revue et augmentée en 1999 puis une troisième en 2001. Cette dernière, présentée par Jean-Christophe Rufin, a été écrite sous la direction de Jean-Marc Balencie et Arnaud de La Grange, tous deux alors chercheurs associés à l'Institut de relations internationales et stratégiques. 
Pays par pays, elle dresse la liste des conflits à basse ou haute intensité, ceux-là étant parfois plus meurtriers que ceux-ci. 

## Référence
- Jean-Marc Balencie et Arnaud de La Grange, Mondes rebelles : Dictionnaire des mondes rebelles, Paris, Editions Michalon, 1996-1999-2001, 1677 p. (ISBN 978-2-84186-142-2 et 2-84186-142-2)

- Les Nouveaux Mondes rebelles, sous la direction de J.-M. Balencie et A. de La Grange, présenté par J-C Ruffin, Ed Michalons, 2005,  (ISBN 2-84186-248-8)